# Верхнов
Верхнов (укр. Верхнів) — село в Поромовской сельской общине Владимирского района Волынской области Украины.
До 2020 года входило в Иваничевский район.
Код КОАТУУ — 0721180403. Население по переписи 2001 года составляет 326 человек. Почтовый индекс — 45310. Телефонный код — 3372. Занимает площадь 1,135 км².